# إنوسنت
إنوسنت هو منتج أفلام وسياسي وممثل هندي، ولد في 28 فبراير 1945 في الهند. من الجوائز التي نالها جائزة فيلم فير جنوب وجائزة فيلم فير لأفضل ممثل مساعد بالمالايالامية ‏ سنة 2004 وجائزة ولاية كيرالا السينمائية لثاني أفضل ممثل ‏ سنة 1989 وجائزة ولاية كيرالا السينمائية لثاني أفضل فيلم ‏ سنة 1981 وجائزة ولاية كيرالا السينمائية لثاني أفضل فيلم ‏ سنة 1982.

## جوائز
- جائزة فيلم فير جنوب
- جائزة فيلم فير لأفضل ممثل مساعد بالمالايالامية [الإنجليزية]‏ (2004)
- جائزة ولاية كيرالا السينمائية لثاني أفضل ممثل [الإنجليزية]‏ (1989)
- جائزة ولاية كيرالا السينمائية لثاني أفضل فيلم [الإنجليزية]‏ (1981)
- جائزة ولاية كيرالا السينمائية لثاني أفضل فيلم [الإنجليزية]‏ (1982)

## وصلات خارجية
- إنوسنت على موقع IMDb (الإنجليزية)
- إنوسنت على موقع ميوزك برينز (الإنجليزية)
- إنوسنت على موقع قاعدة بيانات الفيلم (الإنجليزية)